# Olimdżon Bobojew
Olimdżon (Olim) Bobojew (tadż. Олимҷон (Олим) Бобоев; ur. 5 stycznia 1952 roku) – tadżycki polityk, kandydat na urząd prezydenta w wyborach prezydenckich w 2006 roku, z ramienia Partii Reform Gospodarczych Tadżykistanu.
W wyborach zajął drugie miejsce otrzymując 7,6% głosów osób uprawnionych do głosowania.